# Joan Vilaregut i Albafull
Joan Vilaregut i Albafull   (Barcelona, 1 de novembre de 1800 - 1854) fou un industrial català, fill de Miquel Vilaregut i Padrós (1769-1842), originari de Manlleu i establert a Barcelona vers el 1790 i teixidor d'indianes, i de Maria Albafull i Canadell, filla d'un fabricant de baietons.

## Biografia
De ben jove es va decantar per les idees liberals. El 1820 marxà a Mèxic, on va lluitar contra els independentistes mexicans d'Agustín de Itúrbide. Tornà a la península en ple trienni liberal i s'allistà a la Milícia Nacional. També formà part de la Societat Patriòtica de Barcelona, on hi conegué Manuel Torrents i Josep Torres Sagristà, de la casa Torres i Amat de Sallent. El 1826 es casà amb Bibiana González Diamante.
En començar la guerra dels Malcontents i la repressió del comte d'Espanya (1827-1832), en la qual foren empresonats el seu pare i el seu germà, es va exiliar a Londres, on conegué Francisco Espoz y Mina, Juan Álvarez Mendizábal i Pascual Madoz, alhora que descobrí els avenços tècnics industrials.
Un cop a Catalunya, per la Reial Cèdula de 26 de novembre del 1829 va fer societat amb Josep Bonaplata i Corriol, llogant una fàbrica a Sallent i obtenint permís oficial per a introduir maquinària a Catalunya. Per aquesta raó Bonaplata marxà a Anglaterra, d'on tornà el 1830. Ambdós i el fabricant d'estampats Joan Rull constituïren el 30 de setembre de 1831 la societat en comandita Bonaplata, Rull, Vilaregut i Cia per a fabricar filats de cotó. El 22 de desembre del 1831 van obtenir privilegi estatal d'importar maquinària, ferro colat i coure, malgrat les reticències de la Junta de Comerç i l'oposició inicial de la Comissió de Fàbriques. Es va construir una nova factoria al carrer dels Tallers de Barcelona, coneguda com a El Vapor, que fou inaugurada el 1833. Aquell mateix any es va fer càrrec en solitari de la fàbrica de Sallent.
La nit del 6 d'agost del 1835, en les bullangues, fou cremada la fàbrica Bonaplata i una fàbrica de blanqueig de Vilaregut a Gràcia. El 1837, Bonaplata va marxar a Madrid, entregà el que restava de la fàbrica al seu gendre Valentí Esparó i Giralt i dissolgué la societat. Vilaregut continuà amb la fabricació a Sallent, on tenia 300 treballadors i que va mantenir fins al 1850 malgrat les dificultats durant la guerra dels matiners, i reconstruí la de Gràcia, cedint-la un temps al seu germà Pelegrí.
Fou elegit diputat a les Corts Espanyoles pel Partit Progressista de Barcelona a les eleccions de 1841, 1843,1846, 1851i 1853, i des del seu escó defensà la indústria catalana.